# Paulo Emilio Silva
Paulo Emilio Silva Azevedo, né le 14 décembre 1969 à Salvador, est un joueur brésilien de beach-volley.
Il est médaillé de bronze aux Championnats du monde de beach-volley en 1997 avec Paulão Moreira et médaillé d'argent aux Jeux panaméricains en 2003 avec Luizão Correa.